# Cladonia cervicornis
Cladonia cervicornis (Ach.) Flot. (syn. Cladonia cervicornis (Ach.) Flot. subsp. cervicornis) ist eine Flechtenart aus der Familie der Cladoniaceae.

## Merkmale

### Makroskopische Merkmale
Die Thallusschuppen sind bis 3 mm lang, aufsteigend und dichte, blättrige Rasen bildend. Am Ende sind sie aufsteigend und zurückgebogen. Die Unterseite ist weißlich und die Oberseite graugrün und ohne Soredien.
Die Podetien sind bis zu 2 cm lang, unregelmäßig becherförmig geformt, graugrün, areoliert berindet und ohne Soredien. Der Becherrand hat eine warzenförmige Erhöhungen (wie Krönchen aussehend). Weitere Podetien wachsen aus den Becherrändern. Die Apothecien sind braun.

### Tüpfelreaktion
Die Thallusschuppen zeigen mit Kalilauge (K-) keine Reaktion (oder K+ schwach gelblich am Rand) und mit para-Phenylendiamin (P+) orange rot. Podetien zeigen mit Kalilauge (K-) keine Reaktion und mit para-Phenylendiamin (P+) rot.

### Flechteninhaltsstoffe
Fumarprotocetrarsäure